# Охота на бегемота и крокодила (картина Рубенса)
Охота на бегемота и крокодила  — картина маслом на холсте нидерландского художника Питера Пауля Рубенса (1577—1640). Она была написана в 1615 году, чтобы украсить Дворец Шлайсхайм, вместе с тремя другими работами, изображающими охоту на льва, волка и кабана. Цикл картин был разграблен из дворца во время Наполеоновских войн. Из этих полотен только «Охота на бегемота и крокодила» была возвращена в Мюнхен.

## Описание
Питер Пауль Рубенс создал холст (картина маслом) под названием «Охота на бегемота и крокодила» между 1615—1616 годом. Охота проходит на берегах Нила, о чем свидетельствует пальма на заднем плане. Поскольку гиппопотамы и крокодилы считались почитаемыми и опасными существами, их уничтожение было привилегией знати. Охотничий отряд состоит из трех человек в костюмах ориентализирующего стиля на арабских лошадях, которые охотятся с копьем и мечом, и двух слуг, одетых в грубо сделанные повязки, один из которых убит зверями. Разъяренный бегемот топчет крокодила, на обоих нападают охотники и гончие.
Сложность группировки фигур, представление бурного движения и бурного действия, высокая драма и блестящая палитра являются отличительными чертами стиля Рубенса. Точно переданные физические облики бегемота и крокодила контрастируют с современными изображениями и отражают растущий интерес периода к эмпиризму и естествознанию.

## История
Рубенс внес значительный  вклад в жанр сцен большой охоты, а его студия создала десятки картин для аристократических покровителей в 1610-х и 1620-х годах. Максимилиан I (курфюрст Баварии) заказал «Охоту на бегемота и крокодила» и три другие картины, изображающие охоту на льва, волка и кабана, в 1615 году для украшения дворца Шлайсхайм, летней резиденции князей Виттельсбахов. Рубенс и его студия создали четыре больших полотна в Антверпене в 1615—1616 годах. Коллекция Виттельсбахов легла в основу Старой пинакотеки в Мюнхене, где сейчас находятся «Охота на бегемота и крокодила» и «Охота на львов».